# The Machine Girl
 (octobre 2020).
Pour plus de détails, voir Fiche technique et Distribution.
The Machine Girl (片腕マシンガール, Kataude mashin gāru) est un thriller américano-japonais écrit et réalisé par Noboru Iguchi, sorti en 2008.

## Synopsis
Ami est une jeune lycéenne japonaise. Ses parents s'étant suicidés après avoir été accusés de meurtre, elle vit seul avec son petit frère : Yu, avec lequel elle entretient des relations fortes et pleines d'amour. Malheureusement Yu est victime de racket, se faisant détrousser par une bande de jeunes dont le chef, Sho Kimura, est le fils d'un yakuza local. Un jour, alors qu'ils sont encore une fois victimes de violences, Yu et son ami Takeshi sont tués par la bande de voyous qui les jettent du haut d'un immeuble abandonné.
Ami, attristée, découvre le journal intime de Yu dans lequel il listait « Les gens que je veux tuer ». Résolue à punir la mort de son frère, elle se rend chez les différents membres du gang mais se fait tabasser. Alors qu'elle se rend chez les Kimura afin de tuer Sho, l'assassin de son frère, Ami est attrapée et violentée. Elle parvient néanmoins à s'enfuir, mais a tout de même perdu son bras gauche dans la bataille. Après une longue marche au bord de l'agonie guidée par le fantôme de Yu, elle finit par s'écrouler devant le garage tenu par les parents de Takeshi, le camarade mort en même temps que Yu.
Soignée par ceux-ci, ils finissent par s'allier afin de venger la mort des êtres chers précédemment tués. À force d'entraînement intensif, Ami devient de plus en plus forte. Le père de Takeshi, bricoleur chevronné, lui confectionne une mitrailleuse spéciale qui s'adapte parfaitement à son bras, ainsi que quelques autres gadgets destinés à accomplir sa vengeance. Après une attaque du garage où les Junior High Shuriken Gang, un gang de ninjas, tuent le père de Takeshi mais finissent par être massacrés, les deux femmes décident de partir à la recherche des Kimura qui sont allés se cacher à Ichinooka Shrine.
Sur place elles affrontent les parents des ninjas et des voyous que Ami a exterminée précédemment, puis le père de Sho qui utilise alors son arme ninja la plus mortelle : la lame de l'exécuteur (flying guillotine) et enfin la mère de Sho, armée d'un soutien-gorge foreuse, que Ami abat en même temps que son fils.
Finalement vengée, gravement blessée, Ami demande aux survivants de la tuerie d'avertir la police et se tourne vers le fantôme de son frère qui l'applaudit.

## Fiche technique
- Titre original : 片腕マシンガール (Kataude mashin gāru?)
- Titre international : The Machine Girl (ou The One-Armed Machine Girl)
- Réalisation : Noboru Iguchi
- Scénario : Noboru Iguchi
- Musique : Takashi Nakagawa
- Société de production : Fever Dreams
- Pays d'origine :  Japon,  États-Unis
- Langue originale : japonais
- Genre : thriller
- Durée : 96 min
- Dates de sortie :
  - Japon : 2 août 2008[1]
  - États-Unis : 3 juin 2008
  - France : 18 janvier 2011

## Distribution
- Minase Yashiro : Ami Hyuga
- Ryōsuke Kawamura : Yu Hyuga
- Asami Sugiura : Miki
- Kentarō Shimazu : Ryūji Kimura
- Honoka : Violet Kimura
- Nobuhiro Nishihara : Sho Kimura
- Yūya Ishikawa : Suguru Sugihara
- Noriko Kijima : Yoshie
- Kentarō Kishi : Yōsuke Fujii
- Hiroko Yashiki
- Demo Tanaka
- Erika Terajima
- Tarō Suwa
- Ryōji Okamoto
- Nobuhiro Nishihara